# 查爾斯·霍頓·佩克
查爾斯·霍頓·佩克（, 1833年3月30日—1917年），出生于纽约州Sand Lake市，逝世于纽约州奥尔巴尼市，是一名美国真菌学家。在1867年至1915年间，他是纽约州的植物学家，他描述了超过2700北美洲真菌。

## 傳記

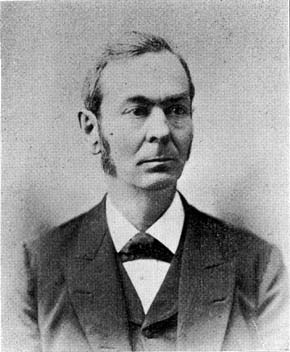
查爾斯·霍頓·佩克

查爾斯·霍頓·佩克 (Charles Horton Peck) 1833 年 3 月 30 日出生於紐約州沙湖鎮 (現稱為艾夫里爾公園) 的東北部。 1912 年 11 月早些時候，他患了一次輕度中風，1913 年又患了一次嚴重中風，1917 年 7 月 11 日，他在紐約州梅南茲的家中去世。

## 教育
曾就讀於紐約州立師範學校（現紐約州立大學奧本尼分校）和紐約聯合學院。 自 1859 年起，他在沙湖學院預科學校教授數學後，於 1867 年至 1915 年間擔任紐約州植物學家，在此期間，他描述了 2,500 多種北美真菌。